# نيريما (طوكيو)
نيريما (باليابانية: 練馬区 نيريما-كو) وتعني «حي نيريما» هو أحد أحياء طوكيو ال 23. يوجد 14443 شخص أجنبي مسجل في المدينة ويعد 18.4% من السكان فوق عمر 65 سنة.

## جغرافيا
يقع حي نيريما في الجزء الجنوبي الغربي ممن منطقة أحياء طوكيو، ويحيط به أحياء إيتاباشي، سوغينامي، توشيما، ناكانو، ومدن موساشينو، نيشي طوكيو، ومن الشمال محافظة سايتاما.

## تاريخ
تم تأسيس الحي في 1 أغسطس 1947 وقد كانت الأرض قبل ذلك تابعة لحي إيتاباشي.

## أعلام
- يوشي أكيبا
- تومونوبو يوكوياما
- كازويا إيو
- شو إيناغاكي
- يوريكا سما

## مواقع خارجية
- الموقع الرسمي لمدينة نيريما باللغة اليابانية